# WASP-9
WASP-9とは、詳細不明の10等級の恒星で、多重連星系である。スペクトル型G型、表面温度5900Kの主系列星とされているが、星表における名称や天球上での座標などの具体的な情報は公表されていない。
2008年、スーパーWASP計画はこの恒星が太陽系外惑星を持っていると発表し、恒星にWASP-9、惑星にWASP-9bという名前を与えた。しかし、後の観測でこの惑星は実在しない可能性が強まり、2009年9月に報告は取り下げられた。WASP-9は食連星のペアを含む階層構造の多重連星系で、食連星の変光と恒星の自転の効果を惑星の兆候と見誤ったと考えられている。